# Campeonato Mundial de Natação em Piscina Curta de 2016 - 50 m peito masculino
A prova dos 50 metros nado peito masculino do Campeonato Mundial de Natação em Piscina Curta de 2016 foi disputado entre 10 e 11 de dezembro no Centro WFCU em Windsor, Canadá.

## Recordes
Antes desta competição, os recordes mundiais e do campeonato nesta prova eram os seguintes:
|                       | Nome                  | Nacionalidade | Tempo | Local  | Data                   |
| --------------------- | --------------------- | ------------- | ----- | ------ | ---------------------- |
| Recorde mundial       | Cameron van der Burgh | África do Sul | 25.25 | Berlim | 14 de novembro de 2009 |
| Recorde do campeonato | Felipe França Silva   | Brasil        | 25.63 | Doha   | 7 de dezembro de 2014  |

## Medalhistas
| Ouro                        | Prata               | Bronze            |
| Cameron van der Burgh (RSA) | Peter Stevens (SLO) | Felipe Lima (BRA) |

## Resultados

### Eliminatórias
As eliminatórias ocorreram dia 10 de dezembro com um total de 105 nadadores.  
| Colocação | Bateria | Raia | Nome                       | Nacionalidade            | Tempo   | Notas            |
| --------- | ------- | ---- | -------------------------- | ------------------------ | ------- | ---------------- |
| 1.        | 9       | 4    | Kiriłł Prigoda             | Rússia                   | 26,23   | Q                |
| 2.        | 10      | 4    | Felipe Lima                | Brasil                   | 26,26   | Q                |
| 3.        | 8       | 1    | Peter Stevens              | Eslovênia                | 26,33   | Q                |
| 4.        | 9       | 3    | Cody Miller                | Estados Unidos           | 26,34   | Q                |
| 5.        | 11      | 5    | Felipe França Silva        | Brasil                   | 26,44   | Q                |
| 6.        | 11      | 4    | Cameron van der Burgh      | África do Sul            | 26,55   | Q                |
| 7.        | 11      | 7    | Michael Andrew             | Estados Unidos           | 26,56   | Q, WJ            |
| 8.        | 11      | 6    | Fabio Scozzoli             | Itália                   | 26,57   | Q                |
| 9.        | 10      | 5    | Ilja Szymanowicz           | Bielorrússia             | 26,58   | Q                |
| 10.       | 9       | 5    | Oleg Kostin                | Rússia                   | 26,61   | Q                |
| 11.       | 7       | 9    | Carlos Claverie            | Venezuela                | 26,64   | Q                |
| 12.       | 10      | 2    | Johannes Skagius           | Suécia                   | 26,65   | Q                |
| 13.       | 11      | 3    | Giulio Zorzi               | África do Sul            | 26,67   | Q                |
| 14.       | 10      | 6    | Renato Prono               | Paraguai                 | 26,68   | Q                |
| 15.       | 10      | 8    | Yan Zibei                  | China                    | 26,75   | Q                |
| 16.       | 11      | 2    | Andrei Tuomola             | Finlândia                | 26,77   | Q                |
| 17.       | 8       | 9    | Richard Funk               | Canadá                   | 26,78   |                  |
| 17.       | 9       | 7    | Tommy Sucipto              | Austrália                | 26,78   |                  |
| 19.       | 8       | 0    | Jason Block                | Canadá                   | 26,81   |                  |
| 19.       | 10      | 0    | Kristijan Tomić            | Croácia                  | 26,81   |                  |
| 21.       | 9       | 9    | Petr Bartůněk              | Chéquia                  | 26,83   |                  |
| 22.       | 11      | 8    | Yoshiki Yamanaka           | Japão                    | 26,91   |                  |
| 23.       | 10      | 9    | Nikolajs Maskaļenko        | Letônia                  | 26,95   |                  |
| 24.       | 10      | 3    | Giedrus Titenis            | Lituânia                 | 27,00   |                  |
| 25.       | 9       | 2    | Li Xiang                   | China                    | 27,04   |                  |
| 26.       | 9       | 8    | Martin Schweizer           | Suíça                    | 27,07   |                  |
| 27.       | 9       | 1    | Roman Trussov              | Cazaquistão              | 27,09   |                  |
| 28.       | 8       | 3    | Andrius Šidlauskas         | Lituânia                 | 27,10   |                  |
| 29.       | 8       | 2    | Youssef Elkamash           | Egito                    | 27,17   |                  |
| 30.       | 9       | 0    | Marek Botik                | Eslováquia               | 27,18   |                  |
| 31.       | 8       | 7    | Azad Al-Barazi             | Síria                    | 27,23   |                  |
| 31.       | 8       | 8    | Chao Man Hou               | Macau                    | 27,23   |                  |
| 33.       | 7       | 7    | Kazuki Kohinata            | Japão                    | 27,24   |                  |
| 34.       | 7       | 6    | Jordy Groters              | Aruba                    | 27,25   |                  |
| 35.       | 10      | 1    | Ari-Pekka Liukkonen        | Finlândia                | 27,28   |                  |
| 36.       | 10      | 7    | Jorge Murillo Valdes       | Colômbia                 | 27,38   |                  |
| 37.       | 11      | 1    | Martin Liivamägi           | Estónia                  | 27,43   |                  |
| 38.       | 11      | 0    | Ljubomir Agow              | Bulgária                 | 27,44   |                  |
| 39.       | 11      | 9    | Martti Aljand              | Estónia                  | 27,57   |                  |
| 40.       | 8       | 4    | Saša Gerbec                | Croácia                  | 27,58   |                  |
| 41.       | 8       | 6    | Jonas Coreelman            | Bélgica                  | 27,62   |                  |
| 42.       | 6       | 4    | James Deiparine            | Filipinas                | 27,65   |                  |
| 43.       | 8       | 5    | Jean Dencausse             | França                   | 27,69   |                  |
| 44.       | 7       | 3    | Khoo Chien Yin Lionel      | Singapura                | 27,77   |                  |
| 45.       | 7       | 5    | Johannes Dietrich          | Áustria                  | 27,97   |                  |
| 46.       | 7       | 8    | Santiago Cavanagh          | Bolívia                  | 27,99   |                  |
| 47.       | 6       | 8    | Wong Chun Yan              | Hong Kong                | 28,18   |                  |
| 48.       | 7       | 1    | Tsui Hoi Tung Ronald       | Hong Kong                | 28,19   |                  |
| 49.       | 6       | 5    | Radomyos Matjiur           | Tailândia                | 28,20   |                  |
| 50.       | 7       | 2    | Christopher Rothbauer      | Áustria                  | 28,21   |                  |
| 51.       | 6       | 3    | Adi Mešetović              | Bósnia e Herzegovina     | 28,26   |                  |
| 52.       | 5       | 5    | Markos Kalopsidiotis       | Chipre                   | 28,38   |                  |
| 53.       | 6       | 7    | Viktor Vilbergsson         | Islândia                 | 28,41   |                  |
| 54.       | 6       | 1    | Julian Fletcher            | Bermudas                 | 28,42   |                  |
| 55.       | 6       | 6    | Daniils Bobrovs            | Letônia                  | 28,51   |                  |
| 56.       | 6       | 2    | Gregory Penny              | Ilhas Virgens Americanas | 28,55   |                  |
| 57.       | 5       | 8    | Marko Blaževski            | Macedônia do Norte       | 28,58   |                  |
| 58.       | 4       | 3    | Arnoldo Herrera            | Costa Rica               | 28,65   |                  |
| 59.       | 5       | 4    | James Lawson               | Zimbabwe                 | 28,71   |                  |
| 60.       | 5       | 6    | Sultan Bukeev              | Quirguistão              | 28,77   |                  |
| 61.       | 5       | 0    | Ralph Goveia               | Zâmbia                   | 28,79   |                  |
| 62.       | 7       | 0    | Arya Nasimi Shad           | Irão                     | 28,91   |                  |
| 63.       | 6       | 9    | Fausto Huerta              | República Dominicana     | 28,92   |                  |
| 64.       | 1       | 3    | Christopher Cheong         | Singapura                | 29,09   |                  |
| 65.       | 4       | 7    | Ashley Seeto               | Papua-Nova Guiné         | 29,18   |                  |
| 66.       | 5       | 1    | Darren Chan Chin Wah       | Ilhas Maurícias          | 29,20   |                  |
| 67.       | 5       | 9    | Denis Petraszow            | Quirguistão              | 29,24   |                  |
| 68.       | 5       | 2    | Alex Axiotis               | Zâmbia                   | 29,26   |                  |
| 69.       | 9       | 6    | Rainier Rafaela            | Curaçau                  | 29,52   |                  |
| 70.       | 4       | 8    | Alfonso Jose Leso Bautista | Filipinas                | 29,57   |                  |
| 70.       | 5       | 7    | Damjan Petrovski           | Macedônia do Norte       | 29,57   |                  |
| 72.       | 5       | 3    | Michael Stafrace           | Malta                    | 29,66   |                  |
| 73.       | 4       | 9    | Jose Solis Rosales         | Costa Rica               | 29,71   |                  |
| 74.       | 4       | 1    | Adrian Hoek                | Curaçau                  | 29,82   |                  |
| 75.       | 3       | 3    | Deni Baholli               | Albânia                  | 29,85   |                  |
| 75.       | 4       | 5    | Ryan Maskelyne             | Papua-Nova Guiné         | 29,85   |                  |
| 77.       | 1       | 5    | Muis Ahmad                 | Brunei                   | 29,90   |                  |
| 78.       | 4       | 4    | Pedro Pinotes              | Angola                   | 30,07   |                  |
| 79.       | 3       | 5    | Marco Flores               | Honduras                 | 30,36   |                  |
| 80.       | 3       | 4    | Samuele Rossi              | Seicheles                | 30,48   |                  |
| 81.       | 4       | 6    | Miguel Mena                | Nicarágua                | 30,80   |                  |
| 82.       | 3       | 6    | John Llanelo               | Gibraltar                | 31,35   |                  |
| 83.       | 3       | 0    | Meriton Veliu              | Kosovo                   | 31,39   |                  |
| 84.       | 2       | 4    | Temaruata Strickland       | Ilhas Cook               | 32,32   |                  |
| 85.       | 2       | 5    | Shuvam Shrestha            | Nepal                    | 32,45   |                  |
| 86.       | 2       | 8    | Salofi Welch               | Marianas Setentrionais   | 32,70   |                  |
| 87.       | 3       | 8    | Adil Bharmal               | Tanzânia                 | 33,02   |                  |
| 88.       | 3       | 1    | Devin Boodha               | Santa Lúcia              | 33,34   |                  |
| 89.       | 2       | 1    | Alassane Seydou Lancina    | Níger                    | 33,45   |                  |
| 90.       | 2       | 2    | Christian Villacrusis      | Marianas Setentrionais   | 33,88   |                  |
| 91.       | 2       | 7    | Fakhriddin Madkamov        | Tajiquistão              | 36,93   |                  |
| 92.       | 2       | 9    | Jegan Jobe                 | Gâmbia                   | 36,99   | Recorde nacional |
| 93.       | 2       | 0    | Simphiwe Dlamini           | Essuatíni                | 37,09   |                  |
| 94.       | 3       | 7    | Michael Swift              | Malawi                   | 37,28   |                  |
| 95.       | 1       | 2    | Roland Zouetaba            | Burquina Fasso           | 38,31   |                  |
| 96. !     | 1       | 6    | Tindwende Sawadogo         | Burquina Fasso           | 99,99 ! | DNS              |
| 96. !     | 2       | 3    | Saidu Kamara               | Serra Leoa               | 99,99 ! | DNS              |
| 96. !     | 2       | 6    | Carel Irakoze              | Burundi                  | 99,99 ! | DNS              |
| 96. !     | 3       | 2    | Joshua Tibatemwa           | Uganda                   | 99,99 ! | DNS              |
| 96. !     | 3       | 9    | Djalonka Koulibaly         | Guiné                    | 99,99 ! | DNS              |
| 96. !     | 4       | 0    | Marc Rojas                 | República Dominicana     | 99,99 ! | DNS              |
| 96. !     | 4       | 2    | Ablam Awoussou             | Benim                    | 99,99 ! | DNS              |
| 96. !     | 6       | 0    | Meli Malani                | Fiji                     | 99,99 ! | DNS              |
| 96. !     | 7       | 4    | Adam Allouche              | Líbano                   | 99,99 ! | DNS              |
| 96. !     | 1       | 4    | Dennis Hamis Mhini         | Tanzânia                 | 99,99 ! | DSQ              |

### Semifinal
A semifinal  ocorreu dia 10 de dezembro. 

#### Semifinal 1
| Colocação | Raia | Nome                  | Nacionalidade  | Tempo   | Notas |
| --------- | ---- | --------------------- | -------------- | ------- | ----- |
| 1.        | 4    | Felipe Lima           | Brasil         | 26,08   | Q     |
| 2.        | 6    | Fabio Scozzoli        | Itália         | 26,11   | Q     |
| 3.        | 5    | Cody Miller           | Estados Unidos | 26,15   | Q     |
| 4.        | 3    | Cameron van der Burgh | África do Sul  | 26,20   | Q     |
| 5.        | 7    | Johannes Skagius      | Suécia         | 26,43   |       |
| 5.        | 8    | Andrei Tuomola        | Finlândia      | 26,43   |       |
| 7.        | 2    | Oleg Kostin           | Rússia         | 26,56   |       |
| 8. !      | 1    | Renato Prono          | Paraguai       | 99,99 ! | DSQ   |

#### Semifinal 2
| Colocação | Raia | Nome                | Nacionalidade  | Tempo | Notas |
| --------- | ---- | ------------------- | -------------- | ----- | ----- |
| 1.        | 4    | Kiriłł Prigoda      | Rússia         | 25,95 | Q,    |
| 2.        | 1    | Giulio Zorzi        | África do Sul  | 26,08 | Q     |
| 3.        | 3    | Felipe França Silva | Brasil         | 26,10 | Q     |
| 4.        | 5    | Peter Stevens       | {SLO}}         | 26,29 | Q     |
| 5.        | 6    | Michael Andrew      | Estados Unidos | 26,39 | WJR   |
| 6.        | 2    | Ilja Szymanowicz    | Bielorrússia   | 26,43 |       |
| 7.        | 7    | Carlos Claverie     | Venezuela      | 26,86 |       |
| 8.        | 8    | Yan Zibei           | China          | 26,95 |       |

### Final
A final teve sua disputa realizada em 11 de dezembro. 
| Colocação         | Raia | Nome                  | Nacionalidade  | Tempo | Notas            |
| ----------------- | ---- | --------------------- | -------------- | ----- | ---------------- |
| Medalha de ouro   | 1    | Cameron van der Burgh | África do Sul  | 25,64 |                  |
| Medalha de prata  | 8    | Peter Stevens         | Eslovênia      | 25,85 | Recorde nacional |
| Medalha de bronze | 5    | Felipe Lima           | Brasil         | 25,98 |                  |
| 4.                | 4    | Kiriłł Prigoda        | Rússia         | 26,03 |                  |
| 5.                | 3    | Giulio Zorzi          | África do Sul  | 26,13 |                  |
| 5.                | 6    | Felipe França Silva   | Brasil         | 26,13 |                  |
| 7.                | 2    | Fabio Scozzoli        | Itália         | 26,18 |                  |
| 7.                | 7    | Cody Miller           | Estados Unidos | 26,18 |                  |

Legenda
| Recorde mundial       | Recorde mundial (World record)               |                       | Recorde africano                      | Recorde africano (African) |                                           | Q | Classificado por posição (Qualified) |
| Recorde do campeonato | Recorde do campeonato (Championship record)  | Recorde da América    | Recorde da América (Americas)         | q                          | Classificado por melhor tempo (Qualified) |   |                                      |
| Melhor marca do ano   | Melhor marca do ano (World leading)          | Recorde asiático      | Recorde asiático (Asian)              | DNS                        | Não largou (Did not start)                |   |                                      |
| Recorde nacional      | Recorde nacional (National record)           | Recorde europeu       | Recorde europeu (European)            | DNF                        | Não terminou (Did not finish)             |   |                                      |
| Recorde pessoal       | Recorde pessoal do atleta (Personal best)    | Recorde da Oceania    | Recorde da Oceania (Oceania)          | DSQ / DQ                   | Desclassificado (Disqualified)            |   |                                      |
| Recorde da temporada  | Recorde da temporada do atleta (Season best) | Recorde sul-americano | Recorde sul-americano (South America) | NM                         | Sem marca (No mark)                       |   |                                      |